# Nery Mantey Niangkouara
Nery Mantey Niangkouara (griechisch Νέρι Νιαγκουάρα, * 14. März 1983 in Athen) ist eine griechische Schwimmerin.
Ihre Schwimmkarriere begann Niangkouara beim Athener Verein Nireas Chalandriou, und sie war bis zu ihrem Rücktritt im November 2007 auch für die Vereine Glyfada und Panathinaikos Athen aktiv. Zum Zeitpunkt ihres Rücktritts hielt Niangkouara die nationalen griechischen Rekorde über 50 m Freistil (25,27 Sekunden), 100 m Freistil (54,48 Sekunden) sowie 50 m Schmetterling (27,41 Sekunden).
2004 nahm Niaguara an den Olympischen Sommerspielen in Athen teil und erreichte dort zweimal das Finale. Beim Wettbewerb über 100 m Freistil erreichte sie den sechsten Platz und über 50 m Freistil belegte sie Platz sieben.
Zu ihren größten Erfolgen zählten die Bronzemedaillen über 100 m Freistil bei den Schwimmeuropameisterschaften 2004 in Madrid sowie 2006 in Budapest.
Bei den Schwimmeuropameisterschaften 2012 erreichte sie über 100 m Freistil den 5. Platz.